# Sa femme l'inconnue
Sa femme l'inconnue (titre original : Seine Frau, die Unbekannte) est un film allemand muet réalisé par Benjamin Christensen, sorti en 1923.

## Fiche technique
- Titre : Seine Frau, die Unbekannte
- Titre français : Sa femme l'inconnue
- Réalisation : Benjamin Christensen
- Scénario : Benjamin Christensen
- Directeur de la photographie : Frederik Fuglsang
- Décorateur : Hans Jacoby
- Pays d'origine :  République de Weimar
- Sociétés de production : Decla-Bioscop AG
- Producteur : Erich Pommer
- Format : Noir et blanc - 1,33:1 - Muet
- Date de sortie :
  - République de Weimar : 19 octobre 1923

## Distribution
- Willy Fritsch : Wilbur Crawford
- Lil Dagover : Eva
- Edith Edwards
- Karl Falkenberg
- Jaro Fürth
- Martin Lübbert
- Karl Platen
- Paul Rehkopf
- Maria Reisenhofer
- Mathilde Sussin
- Maria Wefers